# درواز (رضوانشهر)
'روستای درواز خوشابر ، روستایی از توابع بخش مرکزی شهرستان رضوان‌شهر در استان گیلان ایران است.
==  جمعیت ==۶۴۴
این روستا در دهستان خوشابر قرار دارد و براساس سرشماری مرکز آمار ایران در سال (۱۳۹۵، جمعیت آن(۶۴۴)نفر (۱۹۵خانوار) بوده‌است.